# Paragambe
Il paragambe è una struttura protettiva, solitamente ancorata al telaio di una motocicletta e, raramente, fissata al propulsore. 
La loro funzione, in caso di caduta, è quella di mantenere sollevato il motociclo dall'asfalto, evitando che il peso del mezzo meccanico vada a schiacciare l'arto inferiore del pilota; evento piuttosto frequente in occasione di un incidenti motociclistici occorrenti a bassa velocità.
Implicitamente, nel caso di motociclette dotate di motore a V trasversale o boxer, i paragambe preservano anche l'integrità dei cilindri che sporgono lateralmente e, per questa funzione suppletiva, vengono anche chiamati "parateste" o "paracilindri".
Posti su entrambi i lati delle motociclette, i paragambe sono generalmente costituiti da tubi in ferro variamente sagomati o, nel caso di moto con carene integrali, da pinne sporgenti di materiale particolarmente resistente agli impatti. 
In molti casi le coppie di paragambe sono doppie, con la funzione di proteggere anche le gambe dei passeggeri o le motovalige. 